# Nikolaï Ovtcharov
Nikolaï Dimitrov Ovtcharov (en bulgare : Николай Димитров Овчаров, translittération internationale Nikolaj Dimitrov Ovčarov)  est un archéologue et historien bulgare né le 19 juillet 1957 à Veliko Tărnovo. Il est membre de l'Institut d'archéologie de l'Académie bulgare des sciences, professeur à l'Université slave de Moscou et membre du conseil de recherche de l'Institut biographique américain (ABI).

## Biographie
Nikolaj Ovčarov a étudié l'histoire à l'université Saint-Clément d'Ohrid de Sofia, où il termina ses études en 1981. Il s'est spécialisé en thracologie auprès de l'Académie bulgare des sciences. Devenu professeur, il enseigne l'histoire dans deux établissements privés : la Nouvelle Université Bulgare de Sofia ainsi que l'Université slave de Moscou.
Dans les années 2000, Ovčarov devint célèbre par des découvertes archéologiques importantes qui lui ont valu dans son pays le surnom d'« Indiana Jones ». Il a participé à l'équipe qui mit au jour les parties sud du palais du tsar Siméon Ier de Bulgarie à Veliki Preslav. Le professeur Ovčarov a dirigé les fouilles du monastère médiéval de Saint-Jean Baptiste à Kărdžali dans les Rhodopes orientales, au cours desquelles ont été trouvés des vêtements épiscopaux. Mais ce sont surtout les fouilles du site thrace de Perperikon près de Kărdžali dans les Rhodopes orientales (où il suppose que se trouvait le sanctuaire de Dionysos de la tribu thrace des Besses connu dans tout le monde grec antique) ainsi que du site de Tatul dans la même région (où, selon son hypothèse, se trouverait la tombe d'Orphée), qui lui ont valu la notoriété. En outre, Ovčarov a participé à de nombreuses expéditions archéologiques, notamment en Russie, Grèce, Turquie, au Kazakhstan, en Serbie, au Monténégro, en Macédoine, en Géorgie et au Portugal.
En 2009, il a été consultant de la Télévision nationale bulgare pour le tournage d'un film documentaire intitulé Les forteresses médiévales des Rhodopes orientales (Средновековните крепости на Източните Родопи).